# Evropsko prvenstvo v hokeju na ledu 1926
Evropsko prvenstvo v hokeju na ledu 1926 je bilo deseto Evropsko prvenstvo v hokeju na ledu, ki se je odvijalo med 11. in 19. januarjem 1926 v Davosu, Švica. V konkurenci devetih reprezentanc, je zlato medaljo osvojila švicarska reprezentanca, srebrno češkoslovaška, bronasto pa avstrijska.

## Dobitniki medalj
| Zlato | Srebro | Bron |
| ŠvicaCharles Fasel Adolf Martignoni Fritz Kraatz Louis Dufour Heinrich Meng Anton Morosani Jaques Besson Putzi Müller Giuseppe Penchi Alexander Spengler Murezzan Andreossi | ČeškoslovaškaJan Peka Jaroslav Pospíšil Josef Šroubek Jaroslav Pušbauer Vilém Loos Jaroslav Jirkovský Josef Maleček Jan Krásl Václav Doležal Bohumil Steigenhöfer | AvstrijaFranz Bidla Herbert Brück Walter Brück Konrad Glatz Alexander Lebzelter Ulrich Lederer Alfred Revi Peregin Spevak Georg Stransky Kurt Wollinger |

## Tekme

### Redni del

#### Prvi krog
Prvouvrščene reprezentance iz vse treh skupin sta napredovali v drugi krog, drugouvrščene pa v dodatne kvalifikacije za drugi krog.

##### Skupina A
| 11. januar 1926 | Belgija | 5:0 | [[Slika:{{{flag alias-1875}}}\|22x20px\|border]] Španija | Davos, Švica |

| Poročilo tekme      | Poročilo tekme | Poročilo tekme | Poročilo tekme | Poročilo tekme |
| ------------------- | -------------- | -------------- | -------------- | -------------- |
| Začetek: ni podatka |                |                |                |                |

| 12. januar 1926 | Češkoslovaška | 2:0 | Belgija | Davos, Švica |

| Poročilo tekme      | Poročilo tekme | Poročilo tekme | Poročilo tekme | Poročilo tekme |
| ------------------- | -------------- | -------------- | -------------- | -------------- |
| Začetek: ni podatka |                |                |                |                |

| 13. januar 1926 | Češkoslovaška | 9:2 | [[Slika:{{{flag alias-1875}}}\|22x20px\|border]] Španija | Davos, Švica |

| Poročilo tekme      | Poročilo tekme | Poročilo tekme | Poročilo tekme | Poročilo tekme |
| ------------------- | -------------- | -------------- | -------------- | -------------- |
| Začetek: ni podatka |                |                |                |                |

###### Lestvica
OT-odigrane tekme, z-zmage, n-neodločeni izidi, P-porazi, DG-doseženo goli, PG-prejeti goli, GR-gol razlika, T-točke.
| Reprezentanca | OT | Z | N | P | DG | PG | GR  | T |
| ------------- | -- | - | - | - | -- | -- | --- | - |
| Češkoslovaška | 2  | 2 | 0 | 0 | 11 | 2  | +9  | 4 |
| Belgija       | 2  | 1 | 0 | 1 | 5  | 2  | +3  | 2 |
| Španija       | 2  | 0 | 0 | 2 | 2  | 14 | -12 | 0 |

##### Skupina B
| 11. januar 1926 | Avstrija | 2:1 | Francija | Davos, Švica |

| Poročilo tekme      | Poročilo tekme | Poročilo tekme | Poročilo tekme | Poročilo tekme |
| ------------------- | -------------- | -------------- | -------------- | -------------- |
| Začetek: ni podatka |                |                |                |                |

| 12. januar 1926 | Francija | 2:1 | Poljska | Davos, Švica |

| Poročilo tekme      | Poročilo tekme | Poročilo tekme | Poročilo tekme | Poročilo tekme |
| ------------------- | -------------- | -------------- | -------------- | -------------- |
| Začetek: ni podatka |                |                |                |                |

| 13. januar 1926 | Avstrija | 2:1 | Poljska | Davos, Švica |

| Poročilo tekme      | Poročilo tekme | Poročilo tekme | Poročilo tekme | Poročilo tekme |
| ------------------- | -------------- | -------------- | -------------- | -------------- |
| Začetek: ni podatka |                |                |                |                |

###### Lestvica
OT-odigrane tekme, z-zmage, n-neodločeni izidi, P-porazi, DG-doseženo goli, PG-prejeti goli, GR-gol razlika, T-točke.
| Reprezentanca | OT | Z | N | P | DG | PG | GR | T |
| ------------- | -- | - | - | - | -- | -- | -- | - |
| Avstrija      | 2  | 2 | 0 | 0 | 4  | 2  | +2 | 4 |
| Francija      | 2  | 1 | 0 | 1 | 3  | 3  | 0  | 2 |
| Poljska       | 2  | 0 | 0 | 2 | 2  | 4  | -2 | 0 |

##### Skupina C
| 11. januar 1926 | Združeno kraljestvo | 8:1 | Italija | Davos, Švica |

| Poročilo tekme      | Poročilo tekme | Poročilo tekme | Poročilo tekme | Poročilo tekme |
| ------------------- | -------------- | -------------- | -------------- | -------------- |
| Začetek: ni podatka |                |                |                |                |

| 12. januar 1926 | Švica | 13:2 | Italija | Davos, Švica |

| Poročilo tekme      | Poročilo tekme | Poročilo tekme | Poročilo tekme | Poročilo tekme |
| ------------------- | -------------- | -------------- | -------------- | -------------- |
| Začetek: ni podatka |                |                |                |                |

| 13. januar 1926 | Švica | 5:4 | Združeno kraljestvo | Davos, Švica |

| Poročilo tekme      | Poročilo tekme | Poročilo tekme | Poročilo tekme | Poročilo tekme |
| ------------------- | -------------- | -------------- | -------------- | -------------- |
| Začetek: ni podatka |                |                |                |                |

###### Lestvica
OT-odigrane tekme, z-zmage, n-neodločeni izidi, P-porazi, DG-doseženo goli, PG-prejeti goli, GR-gol razlika, T-točke.
| Reprezentanca       | OT | Z | N | P | DG | PG | GR  | T |
| ------------------- | -- | - | - | - | -- | -- | --- | - |
| Švica               | 2  | 2 | 0 | 0 | 18 | 4  | +14 | 4 |
| Združeno kraljestvo | 2  | 1 | 0 | 1 | 12 | 6  | +6  | 2 |
| Italija             | 2  | 0 | 0 | 2 | 1  | 21 | -20 | 0 |

##### Dodatne kvalifikacije za drugi krog
Prvouvrščena reprezentanca se je uvrstila v drugi krog, tretjeuvrščena pa v boj za šesto mesto.
| 14. januar 1926 | Združeno kraljestvo | 5:0 | Belgija | Davos, Švica |

| Poročilo tekme      | Poročilo tekme | Poročilo tekme | Poročilo tekme | Poročilo tekme |
| ------------------- | -------------- | -------------- | -------------- | -------------- |
| Začetek: ni podatka |                |                |                |                |

| 14. januar 1926 | Združeno kraljestvo | 3:1 | Francija | Davos, Švica |

| Poročilo tekme      | Poročilo tekme | Poročilo tekme | Poročilo tekme | Poročilo tekme |
| ------------------- | -------------- | -------------- | -------------- | -------------- |
| Začetek: ni podatka |                |                |                |                |

| 14. januar 1926 | Francija | 1:0 | Belgija | Davos, Švica |

| Poročilo tekme      | Poročilo tekme | Poročilo tekme | Poročilo tekme | Poročilo tekme |
| ------------------- | -------------- | -------------- | -------------- | -------------- |
| Začetek: ni podatka |                |                |                |                |

###### Lestvica
OT-odigrane tekme, z-zmage, n-neodločeni izidi, P-porazi, DG-doseženo goli, PG-prejeti goli, GR-gol razlika, T-točke.
| Reprezentanca       | OT | Z | N | P | DG | PG | GR | T |
| ------------------- | -- | - | - | - | -- | -- | -- | - |
| Združeno kraljestvo | 2  | 2 | 0 | 0 | 8  | 1  | +7 | 4 |
| Francija            | 2  | 1 | 0 | 1 | 2  | 3  | -1 | 2 |
| Belgija             | 2  | 0 | 0 | 2 | 0  | 6  | -4 | 0 |

##### Tolažilna skupina
Prvouvrščena reprezentanca se je uvrstila v boj za šesto mesto.
| 14. januar 1926 | Španija | 2:2 | Italija | Davos, Švica |

| Poročilo tekme      | Poročilo tekme | Poročilo tekme | Poročilo tekme | Poročilo tekme |
| ------------------- | -------------- | -------------- | -------------- | -------------- |
| Začetek: ni podatka |                |                |                |                |

| 15. januar 1926 | Poljska | 3:1 | Italija | Davos, Švica |

| Poročilo tekme      | Poročilo tekme | Poročilo tekme | Poročilo tekme | Poročilo tekme |
| ------------------- | -------------- | -------------- | -------------- | -------------- |
| Začetek: ni podatka |                |                |                |                |

| 16. januar 1926 | Poljska | 4:1 | Španija | Davos, Švica |

| Poročilo tekme      | Poročilo tekme | Poročilo tekme | Poročilo tekme | Poročilo tekme |
| ------------------- | -------------- | -------------- | -------------- | -------------- |
| Začetek: ni podatka |                |                |                |                |

###### Lestvica
OT-odigrane tekme, z-zmage, n-neodločeni izidi, P-porazi, DG-doseženo goli, PG-prejeti goli, GR-gol razlika, T-točke.
| Reprezentanca | OT | Z | N | P | DG | PG | GR | T |
| ------------- | -- | - | - | - | -- | -- | -- | - |
| Poljska       | 2  | 2 | 0 | 0 | 7  | 2  | +5 | 4 |
| Italija       | 2  | 0 | 1 | 1 | 3  | 5  | -2 | 1 |
| Španija       | 2  | 0 | 1 | 1 | 3  | 6  | -3 | 1 |

##### Tekma za 6. mesto
| 17. januar 1926 | Poljska | 3:1 | Belgija | Davos, Švica |

| Poročilo tekme      | Poročilo tekme | Poročilo tekme | Poročilo tekme | Poročilo tekme |
| ------------------- | -------------- | -------------- | -------------- | -------------- |
| Začetek: ni podatka |                |                |                |                |

#### Drugi krog
Najboljše tri reprezentance so se uvrstile v boj za medalje.
| 15. januar 1926 | Češkoslovaška | 2:1 | Združeno kraljestvo | Davos, Švica |

| Poročilo tekme      | Poročilo tekme | Poročilo tekme | Poročilo tekme | Poročilo tekme |
| ------------------- | -------------- | -------------- | -------------- | -------------- |
| Začetek: ni podatka |                |                |                |                |

| 15. januar 1926 | Švica | 5:3 | Avstrija | Davos, Švica |

| Poročilo tekme      | Poročilo tekme | Poročilo tekme | Poročilo tekme | Poročilo tekme |
| ------------------- | -------------- | -------------- | -------------- | -------------- |
| Začetek: ni podatka |                |                |                |                |

| 15. januar 1926 | Avstrija | 3:1 | Združeno kraljestvo | Davos, Švica |

| Poročilo tekme      | Poročilo tekme | Poročilo tekme | Poročilo tekme | Poročilo tekme |
| ------------------- | -------------- | -------------- | -------------- | -------------- |
| Začetek: ni podatka |                |                |                |                |

| 16. januar 1926 | Švica | 0:1 | Češkoslovaška | Davos, Švica |

| Poročilo tekme      | Poročilo tekme | Poročilo tekme | Poročilo tekme | Poročilo tekme |
| ------------------- | -------------- | -------------- | -------------- | -------------- |
| Začetek: ni podatka |                |                |                |                |

| 16. januar 1926 | Avstrija | 1:0 | Češkoslovaška | Davos, Švica |

| Poročilo tekme      | Poročilo tekme | Poročilo tekme | Poročilo tekme | Poročilo tekme |
| ------------------- | -------------- | -------------- | -------------- | -------------- |
| Začetek: ni podatka |                |                |                |                |

| 16. januar 1926 | Švica | 7:4 | Združeno kraljestvo | Davos, Švica |

| Poročilo tekme      | Poročilo tekme | Poročilo tekme | Poročilo tekme | Poročilo tekme |
| ------------------- | -------------- | -------------- | -------------- | -------------- |
| Začetek: ni podatka |                |                |                |                |

##### Lestvica
OT-odigrane tekme, z-zmage, n-neodločeni izidi, P-porazi, DG-doseženo goli, PG-prejeti goli, GR-gol razlika, T-točke.
| Reprezentanca       | OT | Z | N | P | DG | PG | GR  | T |
| ------------------- | -- | - | - | - | -- | -- | --- | - |
| Švica               | 3  | 2 | 0 | 1 | 12 | 8  | +14 | 4 |
| Avstrija            | 3  | 2 | 0 | 1 | 7  | 6  | +1  | 4 |
| Češkoslovaška       | 3  | 2 | 0 | 1 | 3  | 2  | +1  | 4 |
| Združeno kraljestvo | 3  | 0 | 0 | 3 | 6  | 12 | -6  | 0 |

### Boj za medalje
| 17. januar 1926 | Švica | 3:1 | Češkoslovaška | Davos, Švica |

| Poročilo tekme      | Poročilo tekme | Poročilo tekme | Poročilo tekme | Poročilo tekme |
| ------------------- | -------------- | -------------- | -------------- | -------------- |
| Začetek: ni podatka |                |                |                |                |

| 18. januar 1926 | Češkoslovaška | 3:1 | Avstrija | Davos, Švica |

| Poročilo tekme      | Poročilo tekme | Poročilo tekme | Poročilo tekme | Poročilo tekme |
| ------------------- | -------------- | -------------- | -------------- | -------------- |
| Začetek: ni podatka |                |                |                |                |

| 19. januar 1926 | Švica | 2:2 | Avstrija | Davos, Švica |

| Poročilo tekme      | Poročilo tekme | Poročilo tekme | Poročilo tekme | Poročilo tekme |
| ------------------- | -------------- | -------------- | -------------- | -------------- |
| Začetek: ni podatka |                |                |                |                |

#### Lestvica
OT-odigrane tekme, z-zmage, n-neodločeni izidi, P-porazi, DG-doseženo goli, PG-prejeti goli, GR-gol razlika, T-točke.
| Reprezentanca | OT | Z | N | P | DG | PG | GR | T |
| ------------- | -- | - | - | - | -- | -- | -- | - |
| Švica         | 2  | 1 | 1 | 0 | 5  | 3  | +2 | 3 |
| Češkoslovaška | 2  | 1 | 0 | 1 | 4  | 4  | 0  | 2 |
| Avstrija      | 2  | 0 | 1 | 1 | 3  | 5  | -2 | 1 |

## Končni vrstni red
1. Švica
2. Češkoslovaška
3. Avstrija
4. Združeno kraljestvo
5. Francija
6. Poljska
7. Belgija
8. Italija
9. Španija

Najboljša strelca
- Heinrich Meng, 13 golov
- C. Ross Cuthbert, 13 golov